# Wolfgang Zimmerer
Wolfgang Zimmerer, né le 15 novembre 1940 à Ohlstadt, est un bobeur ouest-allemand. Il a notamment gagné quatre médailles aux Jeux olympiques et neuf aux championnats du monde dans les années 1960 et 1970.

## Biographie
Wolfgang Zimmerer participe à trois éditions des Jeux olympiques d'hiver entre 1968 et 1976 au poste de pilote. Aux Jeux d'hiver de 1972 organisés à Sapporo au Japon, il est sacré champion olympique de bob à deux avec Peter Utzschneider et il obtient la médaille de bronze en bob à quatre avec Peter Utzschneider, Stefan Gaisreiter et Walter Steinbauer. Aux Jeux d'hiver de 1976, à Innsbruck en Autriche, Zimmerer est médaillé d'argent en bob à deux avec Manfred Schumann et médaillé de bronze en bob à quatre avec Peter Utzschneider, Bodo Bittner et Manfred Schumann. Pendant sa carrière, il remporte neuf médailles aux championnats du monde, toutes avec Utzschneider : quatre d'or, trois d'argent et deux de bronze. Zimmerer et Utzschneider gagnent aussi dix médailles dont cinq d'or aux championnats d'Europe,.
Wolfgang Zimmerer est l'oncle des skieuses Maria Höfl-Riesch et Susanne Riesch.

## Palmarès

### Jeux Olympiques
- Sapporo 1972
  -  Médaille d'or en bob à deux
  -  Médaille de bronze en bob à quatre
- Innsbruck 1976
  -  Médaille de bronze en bob à quatre

### Championnats monde
- Lake Placid 1969
  -  Médaille d'or en bob à quatre
- Saint-Moritz 1970
  -  Médaille d'argent en bob à deux
  -  Médaille d'argent en bob à quatre
- Cervinia 1971
  -  Médaille de bronze en bob à quatre
- Lake Placid 1973
  -  Médaille d'or en bob à deux
  -  Médaille de bronze en bob à quatre
- Saint-Moritz 1974
  -  Médaille d'or en bob à deux
  -  Médaille d'or en bob à quatre
- Cervinia 1975
  -  Médaille d'argent en bob à quatre